# 圣桑福里安 (谢尔省)
圣桑福里安（法語：Saint-Symphorien，法語發音：[sɛ̃ sɛ̃fɔʁjɛ̃]）是法国谢尔省的一个市镇，属于圣阿芒蒙龙区。

## 地理
圣桑福里安（46°48'44"N, 2°18'38"E）面积9.54 平方千米，位于法国中央-卢瓦尔河谷大区谢尔省，该省份为法国中部省份，北起卢瓦雷省，西接卢瓦-谢尔省和安德尔省，南至克勒兹省，东南接阿列省，东临涅夫勒省。
与圣桑福里安接壤的市镇（或旧市镇、城区）包括：尚邦、谢尔河畔克雷藏赛、伊讷伊、蒙卢伊、沃内姆。

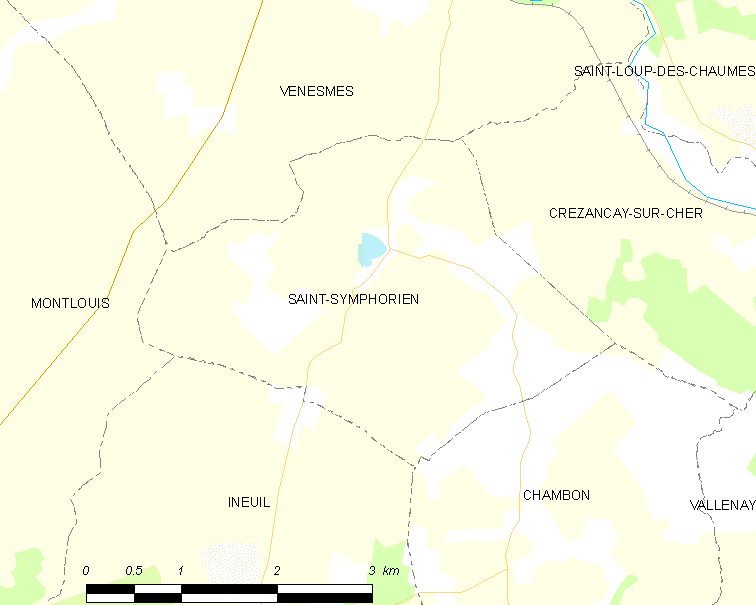
的OSM定位图

圣桑福里安的时区为UTC+01:00、UTC+02:00（夏令时）。

## 行政
圣桑福里安的邮政编码为18190，INSEE市镇编码为18236。

## 政治
圣桑福里安所属的省级选区为特鲁伊县。

## 人口

1962-2008年间人口变化图示

圣桑福里安于2022年1月1日时的人口数量为133人。